# ナン県
ナン県（ナンけん）は中華人民共和国チベット自治区ニンティ市の県の一つ。県名はチベット語で「顕現」を意味する。県政府所在地はナン鎮（朗鎮）。

## 行政区画
3鎮、3郷を管轄：
- 鎮：ナン鎮（朗鎮）、仲達鎮、洞嘎鎮
- 郷：拉多郷、金東郷、登木郷

## 交通

### 鉄道
- 中国国家鉄路集団
  - ラサ・ニンティ鉄道

## 出身者

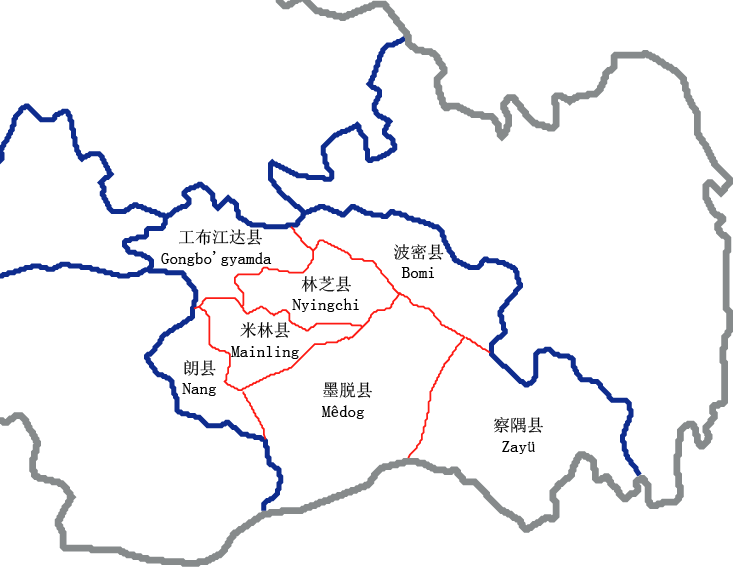
ニンティ地区の行政区画

- ダライ・ラマ13世
- パンチェン・ラマ9世